# Emil Hellerud
Emil Hellerud, född 22 september 1991, är en svensk grävande journalist vid Tv4:s samhällsprogram Kalla Fakta.
År 2022 belönades han, tillsammans med Emilia Berggren och Daniel Gökinan med Stora Journalistpriset i kategorin ”årets avslöjande” samt Guldspaden i kategorin ”Etermedia Riks Dokumentär” för reportaget Partiernas hemliga pengar.
Samma år belönades han även, tillsammans med Lovisa Thuresson, med Guldspaden i kategorin ”Etermedia Riks Nyhet” för reportaget Smutsiga personuppgifter.
År 2024 stod han, tillsammans med Daniel Andersson, bakom det uppmärksammade reportaget Undercover i trollfabriken som genomfördes med wallraffande metoder. Granskningen gav stor uppmärksamhet och kritik.